# Prat i kvadrat
Prat i kvadrat var ett tävlingsprogram i TV som hade premiär den 2 mars 1983 och sändes även 1985 och 1986. Programledare var Fredrik Belfrage. Utgångspunkten i programmet var en panel med 9 kända personer och två tävlande. Förlagan var det amerikanska underhållningsprogrammet Hollywood Squares. 
Programledaren ställde frågor kring ett visst ämne eller uttryck till någon i panelen, varpå denne drog en historia kring detta. Sedan var det upp till de tävlande att gissa om svaret var sant eller falskt. Gissade man rätt så tändes en ring eller ett kryss upp bakom panelmedlemmen, och när man likt luffarschack fått "tre i rad" hade man vunnit. I det första programmet bestod panelen av Peter Flack, Maria Scherer, Gunilla Nyroos, Bengt Bedrup, Roland Jansson, Lars-Gunnar Björklund, Carin Mannheimer och Lena Dahlman. Programmet började åter sändas 1999, första året med Harald Treutiger som programledare, därefter med Martin Örnroth som programledare från 2000 till 2002. Sista avsnittet av den nya omgången sändes den 18 december 2002.
Ett liknande program, O.A.S. med Lennart Swahn som programledare, sändes i TV1 1972.